# 식물성 식단

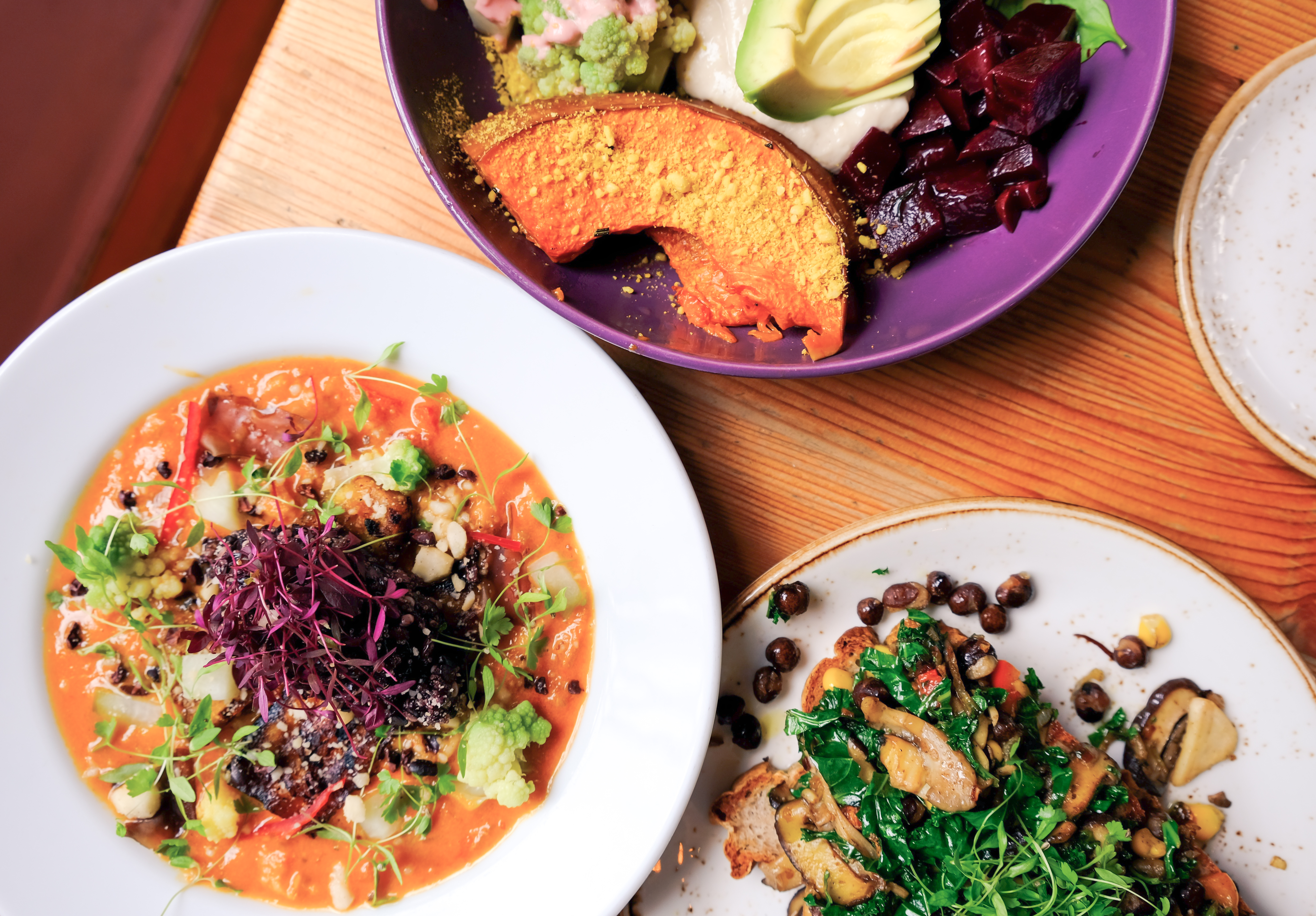
식몰로 만든 음식

식물성 식단(plant-based diet)은 대부분 또는 전적으로 식물성 식품으로 구성된 식단이다. 식물성 식단은 야채, 과일, 통곡물, 콩과 식물, 견과류 및 씨앗과 같이 적은 양의 동물성 제품과 다량의 섬유질이 풍부한 식물성 제품을 포함하는 광범위한 식단 패턴을 포함한다. 완전 채식주의자나 채식주의자가 될 필요는 없지만 동물성 식품 섭취 빈도가 낮다는 점에서 정의된다.

## 같이 보기
- 비거니즘
- 지중해식 식단